# 維特里夫卡 (哈爾科夫州)
49°19′17″N 36°58′29″E / 49.32139°N 36.97472°E
維特里夫卡（羅馬化：Vitrivka）是位於烏克蘭東部哈爾科夫州伊久姆區巴拉克利亚市镇的村莊。該村始建於1689年，面積0.43平方公里，海拔高度72米，2001年人口43，人口密度每平方公里100.5人。